# 左旗增十七
狐狸座13，又名BD+23 3820，HD 188260、SAO 87883、HR 7592，是狐狸座的一颗恒星，视星等为4.58，位于銀經61.27，銀緯-1.79，其B1900.0坐标为赤經19h 49m 12.6s，赤緯+23° -1.79′ 7″。